# Silanotettix notangulus
Silanotettix notangulus är en insektsart som beskrevs av Günther, K. 1959. Silanotettix notangulus ingår i släktet Silanotettix och familjen torngräshoppor. Inga underarter finns listade i Catalogue of Life.